# Diocesi di Aba
La diocesi di Aba (in latino Dioecesis Abana) è una sede della Chiesa cattolica in Nigeria suffraganea dell'arcidiocesi di Owerri. Nel 2022 contava 454.000 battezzati su 1.191.000 abitanti. È retta dal vescovo Augustine Ndubueze Echema.

## Territorio
La diocesi comprende la parte meridionale dello stato nigeriano di Abia.
Sede vescovile è la città di Aba, dove si trova la cattedrale di Cristo Re.
Il territorio è suddiviso in 92 parrocchie.

## Storia
La diocesi è stata eretta il 2 aprile 1990 con la bolla Praeteritis quidem di papa Giovanni Paolo II, ricavandone il territorio dalla diocesi di Umuahia. Originariamente era suffraganea dell'arcidiocesi di Onitsha.
Il 26 marzo 1994 è entrata a far parte della provincia ecclesiastica dell'arcidiocesi di Owerri.

## Cronotassi dei vescovi
Si omettono i periodi di sede vacante non superiori ai 2 anni o non storicamente accertati.
- Vincent Valentine Egwuchukwu Ezeonyia, C.S.Sp. † (2 aprile 1990 - 8 febbraio 2015 deceduto)
  - Sede vacante (2015-2019)
- Augustine Ndubueze Echema, dal 28 dicembre 2019

## Statistiche
La diocesi nel 2022 su una popolazione di 1.191.000 persone contava 454.000 battezzati, corrispondenti al 38,1% del totale.
| anno | popolazione | popolazione | popolazione | presbiteri | presbiteri | presbiteri | presbiteri                | diaconi | religiosi | religiosi | parrocchie |
| anno | battezzati  | totale      | %           | numero     | secolari   | regolari   | battezzati per presbitero | diaconi | uomini    | donne     | parrocchie |
| ---- | ----------- | ----------- | ----------- | ---------- | ---------- | ---------- | ------------------------- | ------- | --------- | --------- | ---------- |
| 1990 | 198.196     | 962.051     | 20,6        | 63         | 43         | 20         | 3.145                     |         | 28        |           | 28         |
| 1999 | 313.538     | 1.374.018   | 22,8        | 72         | 55         | 17         | 4.354                     |         | 17        | 45        | 40         |
| 2000 | 324.149     | 1.383.529   | 23,4        | 75         | 58         | 17         | 4.321                     |         | 17        | 57        | 40         |
| 2001 | 250.823     | 1.850.400   | 13,6        | 71         | 57         | 14         | 3.532                     |         | 14        | 89        | 40         |
| 2002 | 326.149     | 1.908.904   | 17,1        | 84         | 59         | 25         | 3.882                     |         | 25        | 75        | 41         |
| 2003 | 559.009     | 2.186.706   | 25,6        | 91         | 64         | 27         | 6.142                     |         | 27        | 97        | 47         |
| 2004 | 572.147     | 2.236.135   | 25,6        | 119        | 96         | 23         | 4.807                     |         | 23        | 89        | 49         |
| 2005 | 585.021     | 2.253.090   | 26,0        | 113        | 90         | 23         | 5.177                     |         | 23        | 89        | 49         |
| 2006 | 731.274     | 2.322.000   | 31,5        | 116        | 97         | 19         | 6.304                     |         | 19        | 121       | 52         |
| 2011 | 1.230.000   | 3.147.000   | 39,1        | 116        | 100        | 16         | 10.603                    |         | 17        | 109       | 57         |
| 2012 | 1.258.000   | 3.219.000   | 39,1        | 138        | 98         | 40         | 9.115                     |         | 41        | 109       | 61         |
| 2015 | 377.675     | 989.594     | 38,2        | 158        | 103        | 55         | 2.390                     |         | 56        | 120       | 68         |
| 2018 | 414.000     | 1.085.000   | 38,2        | 194        | 131        | 63         | 2.134                     |         | 64        | 126       | 76         |
| 2020 | 438.615     | 1.149.400   | 38,2        | 225        | 143        | 82         | 1.949                     |         | 101       | 84        | 90         |
| 2022 | 454.000     | 1.191.000   | 38,1        | 269        | 177        | 92         | 1.687                     |         | 111       | 136       | 92         |